# 2003年金馬國際影展
2003年金馬國際影展是在2003年11月27日至12月12日，於臺灣的台北舉辦。

## 簡介
參展影片如下：
- 宗薩蔣揚欽哲仁波切《旅行家與魔術師》
- 婁燁《紫蝴蝶》
- 李楊《盲井》
- 禾夫靳·碧嘉《再見列寧》
- 彼得·杰克逊《新空房禁地》
- 三池崇史《殺手阿一》
- 蜷川幸雄《青之炎》

精選影片如下：
- 克日什托夫·基斯洛夫斯基《兩生花》
- 拉斯·馮·提爾《歐洲特快車》
- 迈克尔·哈内克《班尼的錄影帶》

參展神秘影片如下：
- 飯田讓治《天咒》
- 瀧田洋二郎《陰陽師Ⅱ》
- 貝納多·貝托魯奇《戏梦巴黎》

## 外部連結
- 金馬國際影展（页面存档备份，存于）